# Quark c
El quark c (simbolitzat per la lletra c, pel seu nom anglès charmed, 'encantat') és un quark, una partícula elemental de segona generació. Té una càrrega positiva de +2⁄3 de la càrrega elemental (e) i una massa de 1,29+0,05
−0,11 GeV/c2, una mica més gran que la massa del protó, que el fan el tercer més massiu de tots els quarks. Els quarks c es troben als hadrons, que són partícules subatòmiques formades per quarks. Com a exemples d'hadrons que contenen quarks c poden citar-se el mesó J/ψ (J/ψ), el mesó D (D) o el barió sigma (Σc). Com tots els quarks, el quark c és un fermió amb espín de -1⁄2 i experimenta les quatre forces fonamentals: la gravetat, l'electromagnetisme, la interacció feble, i la interacció forta.
L'antipartícula del quark c és l'antiquark c que només es diferencia en el fet que algunes de les seves propietats són d'igual magnitud, però de signe oposat. La supercompanya és el squark c.

## Nom
Segons Sheldon Glashow, el quark charm va rebre el seu nom a causa de la «simetria que va aportar al món subnuclear». Glashow també va justificar el nom com «un dispositiu màgic per evitar el mal» perquè afegir el quark encantador prohibiria les desintegracions no desitjades i no vistes en la teoria dels tres quarks a la vegada. El quark charm també s'anomena «charmed quark» en anglès (quark encantat) tant en contextos acadèmics com no acadèmics.

## Història

### Predicció teòrica
Al voltant del 1964, diversos autors, com per exemple James Bjorken i Sheldon Lee Glashow, havien especulat sobre l'existència d'un quark més; llavors se'n coneixien tres, el quark u, el quark d i el quark s, Bjorken i Glashow esperaven així establir paral·lelismes entre els leptons i els quarks amb la seva teoria.
El 1970, Glashow, John Iliopoulos i Luciano Maiani van proposar un nou quark que es diferenciava dels tres quarks coneguts aleshores pel nombre quàntic d'encant. Van predir a més l'existència de «partícules encantades» i van oferir suggeriments sobre com produir-les experimentalment ells. També van suggerir que el quark encantat podria proporcionar un mecanisme, el mecanisme GIM, per facilitar la unificació de la força nuclear feble i l'electromagnetisme.
A la Conferència sobre Espectroscòpia Experimental del Mesó (EMS) l'abril de 1974, Glashow va presentar el seu article titulat "Charm: An Invention Awaits Discovery" (Encant: Una invenció espera descobriment). Glashow va afirmar com que era probable que existissin corrents neutres, un quart quark era "molt necessari" per explicar la raresa de les desintegracions de certs kaons. També va fer diverses prediccions sobre les propietats dels quarks c. Va apostar, el següent Conferència de l'EMS el 1976:
| « | (anglès) There are just three possibilities: 1. Charm is not found, and I eat my hat. 2. Charm is found by hadron spectroscopers, and we celebrate. 3. Charm is found by outlanders, and you eat your hats. | (català) Només hi ha tres possibilitats: 1. No es troba l'encant i em menjo el barret. 2. L'encant el troben els espectroscòpics hadrons i ho celebrem. 3. L'encant el troben els forasters, i us mengeu els barrets. | » |

El juliol de 1974, a la 17a Conferència Internacional de Física d'Altes Energies (ICHEP), Iliopoulos va dir:
| « | (anglès) I have won already several bottles of wine by betting for the neutral currents and I am ready to bet now a whole case that if the weak interaction sessions of this Conference were dominated by the discovery of the neutral currents, the entire next Conference will be dominated by the discovery of the charmed particles. | (català) Ja he guanyat diverses ampolles de vi apostant pels corrents neutres i estic disposat a apostar ara tot una caixa que si les sessions d'interacció febles d'aquesta Conferència estiguessin dominades pel descobriment dels corrents neutres, tota la propera Conferència estarà dominada pel descobriment de les partícules encantades. | » |

Aplicant el principi de naturalitat de la divisió de la massa del kaó entre els estats K0
L i K0
S, la massa del quark c va ser estimada per Mary K. Gaillard i Benjamin W. Lee el 1974 com a inferior a 5 GeV/c2.

### Descobriment
Glashow va predir que el quark avall d'un protó podria absorbir una W+ i convertir-se en un quark encantador. Aleshores, el protó es transformaria en un barió encantat abans de desintegrar-se en diverses partícules, inclòs un barió lambda. A finals de maig de 1974, Robert Palmer i Nicholas P. Samios van trobar un esdeveniment que generava un barió lambda des de la seva cambra de bombolles al Brookhaven National Laboratory. Palmer va trigar mesos a convèncer-se que el barió lambda provenia d'una partícula encantada. L'imant de la cambra de bombolles va fallar l'octubre de 1974 i no es van trobar amb el mateix esdeveniment. Els dos científics van publicar les seves observacions a principis de 1975. Michael Riordan va comentar que aquest esdeveniment era «ambigu» i «encoratjador però no una evidència convincent».

### Mesó J/psi (1974)
La primera partícula que contenia un quark c que es va descobrir va ser el mesó J/ψ, que va ser descobert el 1974 simultàniament per un equip del llavors anomenat Stanford Linear Accelerator Center (avui dia conegut com a SLAC National Accelerator Laboratory), dirigit per Burton Richter, i un altre del Brookhaven National Laboratory (BNL), dirigit per Samuel Chao Chung Ting. El descobriment del psi-prime es va publicar la setmana següent.
Ambdós investigadors van rebre el premi Nobel de Física el 1976 per aquesta descoberta. El primer mesó amb encant «obert», el D0, va ser descobert el 1976 per Gerson Goldhaber a SPEAR (Stanford) com un pic de ressonància a la massa de 1.865 GeV en la desintegració feble K + π-.

#### Altres partícules encantades (1975–1977)
L'abril de 1975, E. G. Cazzoli et al., inclosos Palmer i Samios, van publicar les seves evidències ambigües anteriors del barió encantat. En el moment del Simposi Lepton-Photon l'agost de 1975, s'havien descobert vuit noves partícules pesades. Aquestes partícules, però, tenen zero encant total. A partir del quart trimestre d'aquell any, els físics van començar a buscar partícules amb un encant net, o «nu».
El 3 de maig de 1976 a SLAC, Gerson Goldhaber i François Pierre van identificar un pic de 187 GeV/c2, que suggeria la presència d'un mesó D neutre amb encant, segons la predicció de Glashow. El 5 de maig, Goldhaber i Pierre van publicar un memoràndum conjunt sobre el seu descobriment de l'«encant nu». En el moment de la 18a Conferència Internacional de Física d'Altes Energies, s'havien descobert més partícules encantades. Riordan va dir a la conferència que «les proves sòlides de l'encant apareixien sessió rere sessió», confirmant l'existència del quark encant. L'estrany mesó encantat es va descobrir el 1977.

### Recerca posterior i actual
L'any 2002, la col·laboració SELEX del Fermilab va publicar la primera observació del barió doblement encantat Ξ+cc. És una partícula de tres quarks que conté dos quarks d'encant. L'equip va trobar que els barions doblement encantats amb un quark elevat són més massius i tenen una taxa de producció més alta que els que tenen un quark avall.
El 2007, les col·laboracions de l'BaBar i l'Belle van informar cadascuna d'evidències de la barreja de dos mesons encantats neutres, D0 i D-0. L'evidència va confirmar que la taxa de mescla és petita, tal com prediu el model estàndard. Cap dels dos estudis va trobar proves de la violació CP entre les desintegracions de les dues partícules encantades.
El 2022, la Col·laboració NNPDF va trobar proves de l'existència de quarks d'encant intrínsec al protó. El mateix any, els físics també van fer una recerca directa de les desintegracions del bosó de Higgs en quarks d'encant mitjançant el detector ATLAS del Large Hadron Collider. Van determinat que l'acoblament Higgs-encant és més feble que l'acoblament Higgs-inferior. El 7 de juliol de 2022, l'experiment LHCb va anunciar que havien trobat proves d'una violació directa CP en la decadència del D0 mesó en pions.

## Característiques
El quark c és un quark de tipus superior de segona generació. Porta encant, un nombre quàntic. Segons la Particle Physics Review de 2022, el quark encantat té una massa de 1,27±0,02 GeV/c2, una càrrega de +23 la e, i un encant de +1. El quark c és més massiu que el quark estrany: la relació entre les masses dels dos és d'aproximadament 1.176+005
−010.
La matriu CKM descriu la interacció feble dels quarks. A partir del 2022, els valors de la matriu CKM relacionats amb el quark c són:
{\displaystyle {\begin{aligned}|V_{\text{cd}}|&=0.221\pm 0.004\\|V_{\text{cs}}|&=0.975\pm 0.006\\|V_{\text{cb}}|&=(40.8\pm 1.4)\times 10^{-3}\end{aligned}}}

#### Llibres
- Griffiths, David. Introduction to Elementary Particles.  Wiley-VCH, 2008. ISBN 978-3-527-40601-2.

### Articles de notícies
- ATLAS experiment «Higgs-boson charm coupling weaker than bottom». CERN Courier, 02-05-2022.
- LHCb experiment «LHCb digs deeper in CP-violating charm decays». CERN Courier, 07-07-2022.

### Articles de publicacions
- Aad, G. «Direct constraint on the Higgs–charm coupling from a search for Higgs boson decays into charm quarks with the ATLAS detector.». The European Physical Journal C, vol. 82, 2022, pàg. 717. arXiv: 2201.11428. Bibcode: 2022EPJC...82..717A. DOI: 10.1140/epjc/s10052-022-10588-3.
- Appelquist, Thomas; Barnett, R. Michael; Lane, Kenneth «Charm and Beyond». Annual Review of Nuclear and Particle Science, vol. 28, 12-1978, pàg. 387–499. Bibcode: 1978ARNPS..28..387A. DOI: 10.1146/annurev.ns.28.120178.002131.
- Aubert, J. J. «Experimental Observation of a Heavy Particle J». Physical Review Letters, vol. 33, 23, 1974, pàg. 1404. Bibcode: 1974PhRvL..33.1404A. DOI: 10.1103/PhysRevLett.33.1404.
- Aubert, B. «Evidence for {\displaystyle D^{o}-{\bar {D}}^{0}} Mixing». Physical Review Letters, vol. 98, 21, 2007, pàg. 211802. DOI: 10.1103/PhysRevLett.98.211802. PMID: 17677764. 211802.
- Bjorken, B. J.; Glashow, S. L. «Elementary particles and SU(4)». Physics Letters, vol. 11, 3, 1964, pàg. 255–257. Bibcode: 1964PhL....11..255B. DOI: 10.1016/0031-9163(64)90433-0.
- Appelquist, Thomas; Barnett, R. Michael; Lane, Kenneth «Charm and Beyond». Annual Review of Nuclear and Particle Science, vol. 28, 12-1978, pàg. 387–499. Bibcode: 1978ARNPS..28..387A. DOI: 10.1146/annurev.ns.28.120178.002131.
- Close, F. E. «Iliopoulos wins his bet». Nature, vol. 262, 5569, 1976, pàg. 537–38. Bibcode: 1976Natur.262..537C. DOI: 10.1038/262537a0.
- Glashow, S. L.; Iliopoulos, J.; Maiani, L. «Weak Interactions with Lepton–Hadron Symmetry». Physical Review D, vol. 2, 7, 1970, pàg. 1285–1292. Bibcode: 1970PhRvD...2.1285G. DOI: 10.1103/PhysRevD.2.1285.
- Levine, Alaina G. (November 2017). «This Month in Physics History». APS News 26 (10) (American Physical Society).
- Riordan, Michael «The Discovery of Quarks». Science, vol. 256, 1992, pàg. 1287–93. Bibcode: 1992Sci...256.1287R. DOI: 10.1126/science.256.5061.1287. JSTOR: 2877300. PMID: 17736758.
- Starič, M. «Evidence for {\displaystyle D^{o}-{\bar {D}}^{0}} Mixing». Physical Review Letters, vol. 98, 21, 2007, pàg. 211803. DOI: 10.1103/PhysRevLett.98.211803. PMID: 17677765. 211803.
- The NNPDF Collaboration «Evidence for intrinsic charm quarks in the proton». Nature, vol. 608, 7923, 2022, pàg. 483–487. arXiv: 2208.08372. Bibcode: 2022Natur.608..483N. DOI: 10.1038/s41586-022-04998-2. PMC: 9385499. PMID: 35978125.
- Thompson, Benjamin; Howe, Nick Petrić «Do protons have intrinsic charm? New evidence suggests yes». Nature, 17-08-2022. DOI: 10.1038/d41586-022-02237-2. PMID: 35978168.
- Yap, Diana Michele (2002-06-10). «Hunting the Doubly Charmed Baryon». Wired.
- Workman, R. L. «Review of Particle Physics». Progress of Theoretical and Experimental Physics, vol. 2022, 8, 2022. DOI: 10.1093/ptep/ptac097. 083C01.

### Conferències
- Gersabeck, Marco (28–31 October 2014). "Introduction to Charm Physics" a Flavorful Ways to New Physics.
- Harari, Haim (April 29–30, 1977). "Three Generations of Quarks and Leptons" a V International Conference on Experimental Meson Spectroscopy. . SLAC-PUB-1974